# Базилій Бесько
Базилій Бесько (пол. Bazyli Beśko; 2 січня 1894 — вересень 1917) — польський актор театру і кіно. Народився у Грубешові, загинув він у Сленік-Молдові.

## Життєпис
Батьки актора — державний чиновник Клеменс-Фелікс Бесько та його дружина Ігнатія Квятковська. Повне ім'я актора — Базилій Клеменсович Бесько.
Батьками був відправлений вчитися до Варшави, де тренував акторську майстерність на приватних заняттях, які оплачував батько. Базилій встиг взяти участь у зйомках фільму «Прусська культура» 1908 року, де брав участь у масовці польських школярів. Сцена назвалася «Порка дітей». Виступав у театрах Варшави: Великому театрі і Літньому театрі. У 1912 році Базилій дебютував в ролі лікаря психлікарні знявся у фільмі «Божевільний. Драма у Творах». Встиг взяти участь у масовці під час зйомки фільму «Костюшко під Рацлавицями» 1913 року в ролі польського солдата.

## Перша Світова Війна
Після початку Першої світової війни був мобілізований в 120-й Серпуховський піхотний полк у званні рядового. Він загинув у бою на Румунському фронті у вересні 1917 року. Похований у Сленік-Молдові.

Могила Базилія Бесько в місті Сленік-Молдова

## Фільмографія
- 1908 — Прусська культура / Pruska kultura
- 1912 — Божевільний. Драма у Творах / Obłąkany. Dramat w Tworkach
- 1913 — Костюшко під Рацлавицями / Kościuszko pod Racławicami

## Нагороди
- Георгіївський хрест IV ступеня